# 4946 Askalaphus
4946 Askalaphus är en trojansk asteroid i Jupiters lagrangepunkt L4. Den upptäcktes den 21 januari 1988 av de båda amerikanska astronomerna Carolyn och Eugene M. Shoemaker. Asteroidens preliminära beteckning var 1988 BW1. Asteroiden fick senare namn efter Askalafos, som var en av de trojanska krigarna.
Askalaphus senaste periheliepassage skedde den 13 juli 2017. Asteroidens rotationstid har beräknats till 22,73 timmar.